# Championnat du monde de pipe band
Le Championnat du monde de pipe band est une compétition annuelle voyant concourir des pipe-bands à Glasgow en Écosse au mois d'août.

## Palmarès
| Année       | 1re place                                               | 2e place                      | 3e place                           |                                            |
| 2017        | Inveraray & District                                    | Field Marshal Montgomery      | St. Laurence O'Toole               |                                            |
| 2016        | Field Marshal Montgomery                                | Inveraray & District          | St. Laurence O'Toole               |                                            |
| 2015        | Shotts & Dykehead Caledonia                             | St. Laurence O'Toole          | Inveraray & District               |                                            |
| 2014        | Field Marshal Montgomery                                | Inveraray & District          | St. Laurence O'Toole               |                                            |
| 2013        | Field Marshal Montgomery                                | Boghall & Bathgate            | ScottishPower Pipe Band            |                                            |
| 2012        | Field Marshal Montgomery                                | ScottishPower Pipe Band       | Simon Fraser University            |                                            |
| 2011        | Field Marshal Montgomery                                | Simon Fraser University       | Scottish Power Pipe Band           |                                            |
| 2010        | St. Laurence O'Toole                                    | Field Marshal Montgomery      | Simon Fraser University            |                                            |
| 2009        | Simon Fraser University                                 | Field Marshal Montgomery      | St. Laurence O'Toole               |                                            |
| 2008        | Simon Fraser University                                 | Field Marshal Montgomery      | House of Edgar - Shotts & Dykehead |                                            |
| 2007        | Field Marshal Montgomery                                | Simon Fraser University       | House of Edgar - Shotts & Dykehead |                                            |
| 2006        | Field Marshal Montgomery                                | Simon Fraser University       | House of Edgar - Shotts & Dykehead |                                            |
| 2005        | House of Edgar - Shotts & Dykehead                      | Field Marshal Montgomery      | Simon Fraser University            |                                            |
| 2004        | Field Marshal Montgomery                                | Simon Fraser University       | House of Edgar - Shotts & Dykehead |                                            |
| 2003        | House of Edgar - Shotts & Dykehead                      | Field Marshal Montgomery      | Simon Fraser University            |                                            |
| 2002        | Field Marshal Montgomery                                | Simon Fraser University       | Shotts & Dykehead                  |                                            |
| 2001        | Simon Fraser University                                 | Shotts & Dykehead             | Field Marshal Montgomery           |                                            |
| 2000        | Shotts & Dykehead                                       | Field Marshal Montgomery      | Simon Fraser University            |                                            |
| 1999        | Simon Fraser University                                 | Shotts & Dykehead             | Field Marshal Montgomery           |                                            |
| 1998        | Victoria Police                                         | Shotts & Dykehead             | Field Marshal Montgomery           |                                            |
| 1997        | Shotts & Dykehead                                       | Simon Fraser University       | Victoria Police                    |                                            |
| 1996        | Simon Fraser University                                 | Field Marshal Montgomery      | Shotts & Dykehead                  |                                            |
| 1995        | Simon Fraser University                                 | Field Marshal Montgomery      | Shotts & Dykehead                  |                                            |
| 1994        | Shotts & Dykehead                                       | Boghall & Bathgate            | Victoria Police                    |                                            |
| 1993        | Field Marshal Montgomery                                | Shotts & Dykehead             | Boghall & Bathgate                 |                                            |
| 1992        | Field Marshal Montgomery                                | Strathclyde Police            | Victoria Police                    |                                            |
| 1991        | Strathclyde Police                                      | Polkemmet Grorud              | Power of Scotland                  |                                            |
| 1990        | Strathclyde Police                                      | Power Of Scotland             | ScotRail Vale Of Atholl            |                                            |
| 1989        | Strathclyde Police                                      | Power Of Scotland             | ScotRail Vale Of Atholl            |                                            |
| 1988        | Strathclyde Police                                      | Simon Fraser University       | 78th Fraser Highlanders            |                                            |
| 1987        | 78th Fraser Highlanders                                 | Simon Fraser University       | Strathclyde Police                 |                                            |
| 1986        | Strathclyde Police                                      | 78th Fraser Highlanders       | Boghall & Bathgate                 |                                            |
| 1985        | Strathclyde Police                                      | Simon Fraser University       | Polkemmet Grorud                   |                                            |
| 1984        | Strathclyde Police                                      | Shotts & Dykehead             | 78th Fraser Highlanders            |                                            |
| 1983        | Strathclyde Police                                      | Boghall & Bathgate            | Shotts & Dykehead                  |                                            |
| 1982        | Strathclyde Police                                      | Boghall & Bathgate            | Dysart and Dundonald               |                                            |
| 1981        | Strathclyde Police                                      | Shotts & Dykehead             | Boghall & Bathgate                 |                                            |
| 1980        | Shotts & Dykehead                                       | Strathclyde Police            | Polkemmet Colliery                 |                                            |
| 1979        | Strathclyde Police                                      |                               |                                    |                                            |
| 1978        | Dysart and Dundonald                                    | Strathclyde Police            |                                    |                                            |
| 1977        | Dysart and Dundonald                                    | Strathclyde Police            | Shotts & Dykehead                  |                                            |
| 1976        | Strathclyde Police                                      |                               |                                    |                                            |
| 1975        | Edinburgh Police Pipe Band                              |                               |                                    |                                            |
| 1974        | Shotts & Dykehead                                       |                               |                                    |                                            |
| 1973        | Shotts & Dykehead                                       |                               |                                    |                                            |
| 1972        | Edinburgh Police Pipe Band                              |                               |                                    |                                            |
| 1971        | Edinburgh Police Pipe Band                              |                               |                                    |                                            |
| 1970        | Shotts & Dykehead                                       |                               |                                    |                                            |
| 1969        | Muirhead & Sons Pipe Band                               |                               |                                    |                                            |
| 1968        | Muirhead & Sons Pipe Band                               |                               |                                    |                                            |
| 1967        | Muirhead & Sons Pipe Band                               | Strathclyde Police            | Invergordon Distillery Pipe Band   |                                            |
| 1966        | Muirhead & Sons Pipe Band                               | Strathclyde Police            |                                    |                                            |
| 1965        | Muirhead & Sons Pipe Band                               |                               |                                    |                                            |
| 1964        | Edinburgh Police Pipe Band                              |                               |                                    |                                            |
| 1963        | Muirhead & Sons Pipe Band                               |                               |                                    |                                            |
| 1962        | 277 Btn. Argyll & Sutherland Highlanders                |                               |                                    |                                            |
| 1961        | Muirhead & Sons Pipe Band                               |                               |                                    |                                            |
| 1960        | Shotts & Dykehead                                       |                               |                                    |                                            |
| 1959        | Shotts & Dykehead                                       |                               |                                    |                                            |
| 1958        | Shotts & Dykehead                                       |                               |                                    |                                            |
| 1957        | Shotts & Dykehead                                       |                               |                                    |                                            |
| 1956        | Muirhead & Sons Pipe Band                               |                               |                                    |                                            |
| 1955        | Muirhead & Sons Pipe Band                               |                               |                                    |                                            |
| 1954        | Edinburgh Police Pipe Band                              | Red Hackle Pipes & Drums      |                                    |                                            |
| 1953        | Clan MacRae Society Pipe Band                           |                               |                                    |                                            |
| 1952        | Shotts & Dykehead                                       |                               |                                    |                                            |
| 1951        | City of Glasgow Police Pipe Band                        | Muirhead & Sons Pipe Band     |                                    |                                            |
| 1950        | Edinburgh Police Pipe Band                              |                               |                                    |                                            |
| 1949        | City of Glasgow Police Pipe Band                        |                               |                                    |                                            |
| 1948        | Shotts & Dykehead                                       |                               |                                    |                                            |
| 1947        | Bowhill Colliery Pipe Band                              | Clan MacRae Society Pipe Band |                                    |                                            |
| 1946        | City of Glasgow Police Pipe Band                        |                               |                                    |                                            |
| 1945 - 1940 | (pas de championnat pendant la Seconde Guerre mondiale) |                               |                                    |                                            |
| 1939        | City of Glasgow Police Pipe Band                        | Glasgow Corporation Transport | Edinburgh Police Pipe Band         |                                            |
| 1938        | City of Glasgow Police Pipe Band                        | Glasgow Corporation Transport | Clan MacRae Society Pipe Band      |                                            |
| 1937        | City of Glasgow Police Pipe Band                        |                               |                                    |                                            |
| 1936        | City of Glasgow Police Pipe Band                        |                               |                                    |                                            |
| 1935        | MacLean Pipe Band                                       |                               |                                    |                                            |
| 1934        | Clan MacRae Society Pipe Band                           |                               |                                    |                                            |
| 1933        | Clan MacRae Society Pipe Band                           |                               |                                    |                                            |
| 1932        | Clan MacRae Society Pipe Band                           |                               |                                    |                                            |
| 1931        | Glasgow Corporation Transport                           |                               |                                    |                                            |
| 1930        | Millhall Pipe Band                                      |                               |                                    |                                            |
| 1929        | Glasgow Corporation Transport                           |                               |                                    |                                            |
| 1928        | MacLean Pipe Band                                       |                               |                                    |                                            |
| 1927        | MacLean Pipe Band                                       | Clan MacRae Society Pipe Band |                                    |                                            |
| 1926        | Millhall Pipe Band                                      | Clan MacRae Society Pipe Band |                                    |                                            |
| 1925        | Clan MacRae Society Pipe Band                           |                               |                                    |                                            |
| 1924        | Millhall Pipe Band                                      | Clan MacRae Society Pipe Band |                                    |                                            |
| 1923        | Clan MacRae Society Pipe Band                           |                               |                                    |                                            |
| 1922        | Clan MacRae Society Pipe Band                           |                               |                                    |                                            |
| 1921        | Clan MacRae Society Pipe Band                           |                               |                                    |                                            |
| 1920        | City of Glasgow Police Pipe Band                        |                               |                                    |                                            |
| 1919        | Edinburgh City Police Pipe Band                         |                               |                                    |                                            |
| 1918 - 1914 | Pas de championnat pendant la Première Guerre mondiale  |                               |                                    |                                            |
| 1913        | 7th Battalion Highland Light Infantry                   |                               |                                    |                                            |
| 1912        | 5th Battalion Highland Light Infantry                   |                               |                                    |                                            |
| 1911        | 5th Battalion Highland Light Infantry                   |                               |                                    |                                            |
| 1910        | 5th Battalion Highland Light Infantry                   |                               |                                    |                                            |
| 1909        | Stonehouse Pipe Band                                    |                               |                                    |                                            |
| 1908        | 5th Battalion Highland Light Infantry                   |                               |                                    |                                            |
| 1907        | 3rd Volunteer Battalion H.L.I.                          |                               |                                    |                                            |
| 1906        | 1st Volunteer Battalion H.L.I.                          | Govan Police                  | 3rd Volunteer Battalion H.L.I.     | Queen's R.V.B. (Royal Scots) -tied for 3rd |